# Бульвар Сансет (фільм)
«Бульвар Сансет» (англ. Sunset Blvd, 1950) — американський художній фільм Біллі Вайлдера про трагедію забутих «зірок» кіноекрану. Створений у стилістиці фільму-нуар. Стрічку із захопленням зустріли критики й публіка. Вона отримала три премії Американської кіноакадемії (номінована на одинадцять).
Вважається одним із найкращих фільмів Біллі Вайлдера й не полишає списків «найкращих фільмів усіх часів».
На 1 березня 2024 року фільм займав 62-гу позицію у списку 250 кращих фільмів за версією IMDb.

## Сюжет
Молодий сценарист Джо Гілліс без успіху намагається знайти своє місце в Голлівуді, проте його робота залишається нікому не потрібною. Якось він випадково потрапляє на віллу знаменитої кіноакторки німого кіно, колишньої «зірки екрана» Норми Десмонд на бульварі Сансет. Постаріла Десмонд не бажає визнавати, що вона повністю забута публікою й нікому не потрібна в сучасному кіно. Десмонд живе в ілюзорному світі, де вона, як і раніше, велика акторка й кумир мільйонів. У підтримці цих ілюзій їй допомагає камердинер Макс, який надсилає їй численні листи від «шанувальників». Згодом стає відомо, що Макс — колишній режисер німого кіно й до того ж перший чоловік акторки. Гілліс залишається жити на віллі як коханець Норми Десмонд. Однак незабаром у нього зав'язується роман із молодою дівчиною, нареченою його товариша, яка працює на кіностудії. Йому стає нестерпним його принизливе становище, і Гілліс хоче піти від Десмонд. З розпачу акторка вбиває його.

## У ролях

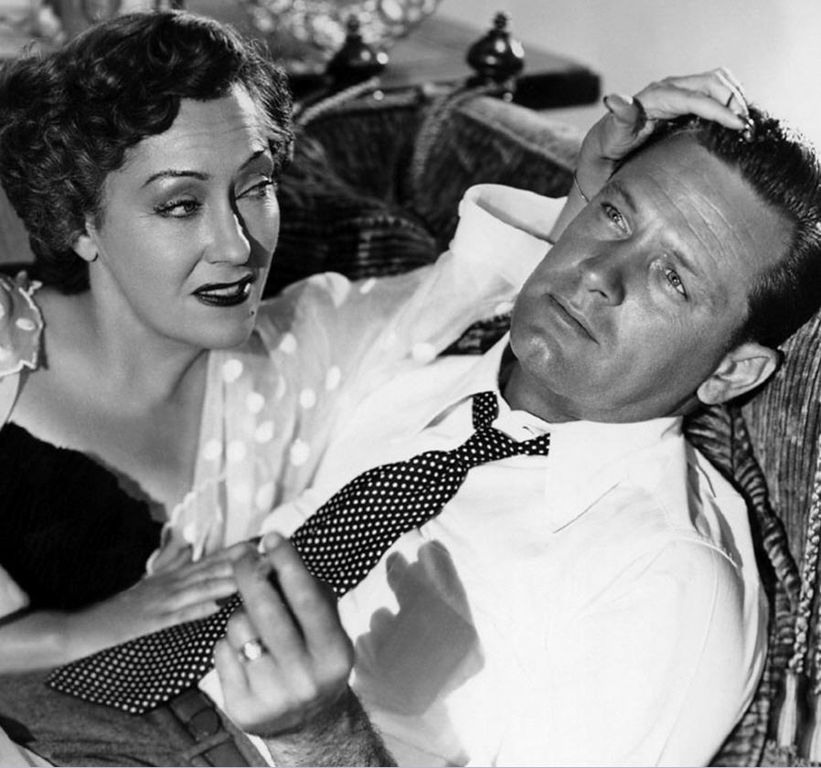
Глорія Свенсон і Вільям Голден
у фільмі «Бульвар Сансет»

- Вільям Голден — Джо Гілліс
- Глорія Свенсон — Норма Десмонд
- Еріх фон Штрогейм — Макс
- Ненсі Олсон — Бетті Шефер
- Фред Кларк — Шелдрейк
- Бастер Кітон — грає сам себе
- Анна Нільссон — грає саму себе

## Премії
- 1950 рік — Премія журналу «Нешнл Борд ов Ревю» (США)
- 1951 рік — Премія Гільдії сценаристів США
- 1951 рік — Премія «Оскар» за найкращий оригінальний сценарій
- 1951 рік — Премія «Оскар» за найкращу музику
- 1951 рік — Премія «Оскар» за найкращі декорації
- 1951 рік — Премія Bodil за найкращий американський фільм
- 1951 рік — Премія «Золотий глобус» за найкращий фільм (драма)
- 1951 рік — Премія «Золотий глобус» за найкращу режисерську роботу (Вайлдер)
- 1951 рік — Премія «Золотий глобус» за найкращу жіночу роль (Свенсон)
- 1952 рік — Премія «Блакитна стрічка» за найкращий фільм іноземною мовою

## Навколо фільму
- Назва «Бульвар Сансет» обрана не випадково. Дослівно вона перекладається як «Бульвар сонця, що заходить». Героїня, яку зіграла Глорія Свенсон, ніяк не хоче повірити в те, що її зірковий час минув.
- «Бульвар Сансет» знятий у жанрі нуар, що був популярним у 1940—1950 роках. Для фільмів цього жанру характерна загальна атмосфера песимізму, розчарування, недовіри, цинізму.
- Фільм здобув репутацію «найкращої кінокартини в історії про „підводні камені“ Голлівуду».[1]
- 12 липня 1993 року в лондонському Театрі Адельфі (Adelphi Theatre) відбулася прем'єра мюзиклу «Бульвар Сансет» композитора Ендрю Ллойда Веббера за мотивами однойменного фільму 1950 року. Спектакль був поставлений у театрах різних країн більш як 10 разів.